# Alessandro Mereu
Alessandro Mereu, noto anche con lo pseudonimo di Don Alemanno (Cagliari, 13 novembre 1981), è un fumettista, cantante e blogger italiano.

## Biografia
Cantante degli Holy Martyr, gruppo heavy metal autori di 4 album, dal 2012 è autore del fumetto online Jenus di Nazareth edito sotto lo pseudonimo di Don Alemanno. Il suo blog è stato nominato ai Macchianera Award 2013 come "Miglior Rivelazione".
Le sue vignette sono pubblicate dalla Magic Press.
Nel 2017 è autore insieme al vignettista e youtuber Boban Pesov della serie di fumetti Nazivegan Heidi, il cui primo volume NaziVeganHeidi - Alba Vegana viene presentato all'Etna Comics dello stesso anno. Il secondo volume dal sottotitolo Soluzione finale - Atto I è stato presentato a Lucca Comics & Games 2017 ed è uscito proprio a novembre del 2017. 
Il terzo ed ultimo volume è sottotitolato Soluzione finale - Atto II ed è uscito nel 2018. In più è uscita una raccolta a dicembre del 2018 dal titolo Nazivegan Heidi - L'integrale. 
Nel 2019 pubblica il libro Confessions, una raccolta di messaggi ricevuti dai suoi fan che, nell'anonimato, raccontano i loro peccati più nascosti.
Nel 2022 ha disegnato un contributo per il libro Rottocalco di Romina Falconi.
A partire dal 2023 pubblica sul suo canale YouTube il Confessionale Podcast, dove vengono affrontati temi attuali, interviste ad ospiti, debunking e approfondimenti religiosi e non, attraverso diversi format.